# Tanzen und Springen
Tanzen und springen ist ein fröhliches Madrigal von Hans Leo Hassler (1564–1612), das heute noch sehr bekannt ist.
Das Lied ist als no 20 in Hasslers Lustgarten neuer Teutscher Gesäng, Balletti, Gaillarden und Intraden von 1601 enthalten.

Der Deutschlandfunk berichtet: 

„Wer mal in einem Schulchor gesungen hat, kam an „Tanzen und Springen“ nicht vorbei, dessen rhythmischer Witz eingängig wie ein Ohrwurm ist. Seit vielen Jahren befindet sich das vitale Kleinod im Repertoire der King’s Singers.“

Das lebendige Lied ist als 5-stimmiger A-cappella-Gesang geschrieben.

## Liedtext
Tanzen und springen,
Singen und klingen,
fa la la la, fa la la la la, fa la
Lauten und Geigen
Soll’n auch nicht schweigen,
Zu musizieren
Und jubilieren steht mir all mein Sinn.
fa la la la, fa la la la la, fa la
Schöne Jungfrauen
In grüner Auen,
fa la la la, fa la la la la, fa la
Mit ihn’n spazieren
Und converzieren,
Freundlich zu scherzen,
Freut mich im Herzen für Silber und Gold.
fa la la la, fa la la la la, fa la